# Ana Guadalupe Martínez
Ana Guadalupe Martínez Menéndez (Santa Ana, 1952) es una líder política salvadoreña, uno de los cuadros más importantes de la guerrilla del Ejército Revolucionario del Pueblo (El Salvador) y del Frente Farabundo Martí para la Liberación Nacional FMLN. Hasta el año 2021 se desempeñó como Secretaria General Adjunta del Partido Demócrata Cristiano (PDC).

## Historia
Es hija de Froilán Martínez Flores, militar al servicio de la Fuerza Aérea Salvadoreña donde se desempeñaba como piloto y quien en 1944 participó en un movimiento de sublevación de un importante grupo de oficiales de las fuerzas armadas de El Salvador contra la presidencia del General Maximiliano Hernández Martínez el 2 de abril de 1944. Esta situación le provocó el exilio. A su regreso al país su familia le pidió que evitara vincularse nuevamente al sector militar. Su madre Lucila Menéndez, es proveniente de una prospera familia de agricultores cafeteros. 
Ana Guadalupe Martínez nació en la Hacienda de su abuelo materno en inmediaciones del municipio de Metapan, departamento de Santa Ana. Ella se verá influenciada por las corrientes políticas del Partido Demócrata Cristiano de El Salvador, que para la década de los sesenta se orientaba hacia una línea progresista de centro derecha en el país. Ana Guadalupe comienza a interesarse por la cuestiones sociales y políticas al final de sus estudios secundarios en 1971. A través de una tía paterna que para la época era dirigente del sector de los maestros y especialmente el movimiento trabajador de los profesores que se movilizó en 1968, Ana Guadalupe se contagia del espíritu reivindicativo de la época.  Esta inquietud continuara ampliándose a principios de la década de los setenta cuando ingresa a la Universidad Nacional de El Salvador a adelantar estudios de Medicina. Cuando Ana Guadalupe Martínez contaba apenas con 19 años, en 1973, y siendo una activa militante estudiantil ingresa a las filas del Ejército Revolucionario del Pueblo ERP con una importante participación en acciones de orden clandestino, allí adquiere el alias de María. Esta decisión es tomada en parte como consecuencia del amplio fraude electoral efectuado en 1972 y que impidió el ascenso del Ingeniero José Napoleón Duarte a la presidencia de la República.                                                  
En el año de 1975, Martínez viaja a Estados Unidos por iniciativa de su familia, preocupada por sus acciones políticas, con el ánimo de aislarla del foco de los aparatos de inteligencia militar de su país. Pero este viaje también está orientado por el cierre de la Universidad por parte del régimen militar. Su viaje solo durara 9 meses y regresa a El Salvador a continuar su actividad político militar.  
En 1976 Ana Guadalupe es capturada por el Ejército de El Salvador. Su familia no logra conocer su paradero por cerca de 9 meses.  Su liberación procede como consecuencia de un intercambio de prisioneros. El ERP secuestró a Roberto Poma, miembro de uno de los grupos económicos más poderosos del país y presionó para la liberación de Ana Guadalupe Martínez y Roberto Mariano Jiménez, como en efecto sucedió . Durante cerca de un año Ana Guadalupe estuvo exiliada en Argelia y Francia. Durante este exilio escribió el libro Las Cárceles Clandestinas de El Salvador, publicado en 1978 y en donde denunciaba la situación de los presos políticos en ese país.
En palabras de la académica Natalia Ruiz, los libros Las cárceles clandestinas de Ana Guadalupe Martínez y Nunca estuve sola de Nidia Díaz, proporcionan elementos para comprender el aporte de las mujeres en la lucha armada de El Salvador, junto a la experiencia de la prisionalización: «En suma, Ana Guadalupe y Nidia Díaz insertan dos sujetos tradicionalmente marginales como son las mujeres prisioneras, en un espacio también marginal como lo es la cárcel, desde el cual construyen un “yo” con una agencia política. Dentro de esta construcción se manejan no sólo elementos femeninos, como la maternidad y lo sexual, sino también cuestiones entre lo individual y lo colectivo, lo personal y lo político».
Ana Guadalupe regresa a El Salvador durante el del golpe de Estado de 1979, momento en el cual se relajaba la presión militar en el país. Posterior a su regreso, Martínez se reactiva nuevamente en la lucha clandestina al interior del ERP. Ana Guadalupe Martínez se convierte de esta forma en uno de los cuadros más importantes de esta guerrilla convirtiéndose igualmente en uno de los personajes femeninos más influyentes del Frente Farabundo Martí para la Liberación Nacional FMLN desde octubre de 1980.
Al igual que muchas mujeres Ana Guadalupe se destacó tanto en el terreno militar como político durante la década de los años 1980 en los cuales se desarrolló la guerra civil en El Salvador. A partir de 1989 se destacó, junto a Salvador Samayoa como parte de la comisión Internacional del FMLN en las negociaciones de paz que se llevarían a cabo con el gobierno del presidente Alfredo Cristiani y que llevarían a la firma de los Acuerdos de Paz de Chapultepec el 16 de enero de 1992. En el retorno a la vida civil retomó sus estudios de Licenciatura en medicina preventiva que había dejado suspendidos a causa de la guerra. Al mismo tiempo, militaba en el recién creado partido político del FMLN. Sin embargo, una fuerte ruptura al interior de este partido la llevó, junto a Joaquín Villalobos, a fundar el Partido Demócrata convirtiéndose en una de las figuras más emblemáticas de dicho partido y llegando a ser diputada en dos ocasiones, así como Secretaria General adjunta del mismo partido. Durante varias legislaturas fungió como diputada ante la Asamblea Legislativa en nombre del Partido Demócrata Cristiano PDC.